# 泥溪镇 (宜宾市)
泥溪镇，是中华人民共和国四川省宜宾市叙州区下辖的一个乡镇级行政单位。

## 行政区划
泥溪镇下辖以下地区：
金华社区、新泥村、永光村、万民村、箭杆村、群力村、松林村、张坝村、泥溪村、加定村、两坪村、文星村、龙头村、鲁班岩村、三台村、红春村、七星村、阳坪村和月新村。